# Gianbattista Baronchelli
Gianbattista Baronchelli, född den 6 september 1953 i Ceresara är en italiensk före detta landsvägscyklist som var professionell från 1974 till 1989. Hans främsta meriter är två segrar i Lombardiet runt (1977 och 1986). Därtill blev han totalvinnare av Tour de Romandie 1977 och av Baskien runt 1976, samt vann både Rund um den Henninger Turm och Giro dell'Emilia 1980. Han vann sammanlagt fem etapper i Giro d'Italia och blev tvåa totalt 1974 och 1978, samt trea 1977. Även en etappseger i Vuelta a España, ett VM-silver 1980 och seger i Giro dell'Appennino sex år i rad (1977–1982) är värda att nämnas.

## Meriter

### Amatör
1973
Vinnare totalt av Tour de l'Avenir
Vinnare totalt av Giro Ciclistico d'Italia

### Professionell
| 1974 2:a totalt i Giro d'Italia 3:a i Giro della Provincia di Reggio Calabria 1975 Vinnare av Trofeo Laigueglia Vinnare av Trofeo Baracchi med Francesco Moser Vinnare av prologen i Tour de Romandie Vinnare av etapp 5a i Giro di Sardegna 2:a i Giro del Friuli 2:a i Sassari–Cagliari 4:a totalt i Paris–Nice 5:a i Giro della Provincia di Reggio Calabria 6:a i GP Lugano 7:a i Giro di Lombardia 9:a i Giro del Veneto 10:a totalt i Giro d'Italia 10:a i Coppa Placci 10:a i Genua–Nice 1976 Vinnare totalt av Baskien runt Vinnare av etapperna 1b och 3 Vinnare av Giro di Romagna Vinnare av etapp 1a i (ITT) i Cronostafetta 2:a i Trofeo Laigueglia 3:a i Tre Valli Varesine 3:a totalt i Tirreno-Adriatico 3:a totalt i Giro di Puglia 4:a i Giro dell'Appennino 5:a totalt i Giro d'Italia 6:a i Tour du Haut Var 7:a i Giro del Lazio 8:a i Giro di Toscana 1977 Vinnare av Giro di Lombardia Vinnare totalt av Tour de Romandie Vinnare av etapp 2 Vinnare av Giro dell'Appennino 2:a i Coppa Agostoni 3:a totalt i Giro d'Italia Vinnare av etapp 18 4:a i Trofeo Baracchi med Roy Schuiten 5:a i Giro del Veneto 6:a totalt i Tour de l'Aude 8:a i Super Prestige Pernod 8:a i linjelopp vid Italienska mästerskapen 9:a totalt i Giro di Puglia 1978 Vinnare av Giro dell'Appennino Vinnare av Coppa Placci Vinnare av Giro del Piemonte Vinnare av Giro dell'Umbria 2:a totalt i Giro d'Italia Vinnare av etapp 15 2:a i La Flèche Wallonne 2:a i Giro della Provincia di Reggio Calabria 3:a i Trofeo Baracchi med Bernt Johansson 3:a i Coppa Agostoni 3:a i Tre Valli Varesine 3:a i GP Forli 4:a i Giro del Veneto 4:a i Giro del Friuli 5:a i Giro del Lazio 6:a i Giro di Lombardia 6:a i Giro di Campania 7:a i Liège–Bastogne–Liège 8:a i Giro di Toscana 10:a i Super Prestige Pernod 10:a totalt i Giro di Puglia | 1979 Vinnare av Giro dell'Appennino Vinnare av Giro di Romagna 2:a totalt i Tour de Romandie 3:a i Giro del Piemonte 3:a i Trofeo Pantalica 4:a i Liège–Bastogne–Liège 4:a totalt i Critérium du Dauphiné Libéré 4:a i Giro del Veneto 6:a i Coppa Agostoni 6:a i Trofeo Laigueglia 7:a i Giro dell'Emilia 7:a i Coppa Bernocchi 7:a i GP Industria & Artigianato 8:a totalt i Tirreno-Adriatico 1980 Vinnare av Rund um den Henninger Turm Vinnare av Giro dell'Emilia Vinnare av Giro del Piemonte Vinnare av Giro della Provincia di Reggio Calabria Vinnare av Giro dell'Appennino Vinnare av Coppa Sabatini Vinnare totalt av Ruota d'Oro Vinnare av etapp 2 2:a i linjelopp vid Världsmästerskapen 2:a totalt i Giro di Puglia Vinnare av etapp 3 2:a i Giro del Lazio 2:a totalt i Giro del Trentino Vinnare av etapp 3 3:a i linjelopp vid Italienska mästerskapen 5:a totalt i Giro d'Italia Vinnare av etapp 11 5:a totalt i Tirreno-Adriatico 7:a i Trofeo Pantalica 8:a i Super Prestige Pernod 8:a i Giro di Campania 8:a i Coppa Placci 9:a i La Flèche Wallonne 10:a totalt i Giro di Sardegna 1981 Vinnare av Giro del Lazio Vinnare av Giro di Toscana Vinnare av Giro dell'Appennino Vinnare totalt av Giro di Puglia 2:a i Coppa Agostoni 2:a i GP Industria & Artigianato 3:a i Trofeo Matteotti 4:a i Paris–Tours 4:a i Giro di Campania 5:a i Trofeo Baracchi med Tommy Prim 6:a totalt i Tour de Romandie 9:a i linjelopp vid Italienska mästerskapen 9:a i Giro di Romagna 9:a i Tre Valli Varesine 10:a totalt i Giro d'Italia Vinnare av etapp 10 1982 Vinnare av GP Industria & Artigianato Vinnare av Giro dell'Appennino Vinnare av Giro dell'Umbria Vinnare totalt av Giro di Frasassi 2:a i Giro di Toscana 3:a i linjelopp vid Italienska mästerskapen 3:a totalt i Giro del Trentino Vinnare av etapp 1 3:a totalt i Giro di Puglia 4:a i Coppa Sabatini 5:a totalt i Giro d'Italia 5:a i Coppa Agostoni 6:a i Giro di Lombardia 6:a i GP de Fourmies 8:a totalt i Giro di Sardegna | 1983 2:a totalt i Giro di Puglia 2:a i Giro di Campania 4:a i Tre Valli Varesine 5:a i Giro del Veneto 6:a i linjelopp vid Italienska mästerskapen 6:a i Coppa Agostoni 7:a i Giro dell'Emilia 7:a i Giro dell'Appennino 9:a totalt i Tour de Romandie 1984 Vinnare av Giro di Toscana 2:a i Tre Valli Varesine 2:a i Giro dell'Umbria 3:a totalt i Giro di Puglia 4:a i Coppa Agostoni 6:a totalt i Giro d'Italia 7:a i Trofeo Pantalica 8:a i Rund um den Henninger Turm 8:a totalt i Giro del Trentino 10:a i Giro di Campania 1985 Vinnare av etapp 3 i Vuelta a España 4:a totalt i Tirreno-Adriatico 4:a i linjelopp vid Italienska mästerskapen 4:a i Coppa Agostoni 5:a i Giro del Friuli 6:a totalt i Giro d'Italia 8:a i Giro di Lombardia 1986 Vinnare av Giro di Lombardia Vinnare av etapp 4 i Giro d'Italia 3:a i Coppa Placci 3:a i Trofeo Matteotti 4:a i Milano–Vignola 5:a i Giro dell'Emilia 5:a i Coppa Agostoni 7:a totalt i Giro di Puglia 8:a i Giro del Lazio 8:a i Trofeo Pantalica 10:a i linjelopp vid Italienska mästerskapen 1987 2:a totalt i Giro del Trentino 4:a i Giro di Toscana 5:a i Tre Valli Varesine 6:a totalt i Giro di Puglia 9:a i Giro dell'Emilia 9:a totalt i Baskien runt 1988 3:a i GP Industria & Artigianato 4:a i Giro dell'Emilia 4:a totalt i Giro del Trentino 7:a i Giro di Lombardia 7:a i linjelopp vid Italienska mästerskapen 7:a i Giro dell'Appennino 7:a i Giro di Toscana 8:a i Giro della Provincia di Reggio Calabria 9:a i Coppa Sabatini 1989 3:a i Giro di Toscana 4:a i Giro del Friuli |